# 마스다 고사쿠
마스다 고사쿠(일본어: 増田 功作, 1976년 4월 30일 ~ )는 일본의 전 축구 선수이자 현 축구 지도자로 과거 도쿄 베르디, 요코하마 FC, 에스트렐라 미야자키, 마치다 젤비아에서 활동했는데 이 중 제일 오랫동안 활약했던 팀은 요코하마 FC였으며 현재 J2리그 도쿠시마 보르티스의 감독직을 맡고 있다.

## 구단 경력
1998년 J1리그의 베르디 가와사키에 입단하였다. 1999년 일본 풋볼 리그의 요코하마 FC로 이적했다. 2000년 일본 풋볼 리그 준우승으로 J2리그로 승격하였다. 2004년까지 121경기에 나서 15득점을 넣었다.

## 지도자 경력
2024년 도쿠시마 보르티스의 감독으로 취임하였다.